# Línea 904 (Argentina)
La línea 904 de autobuses es una concesión de jurisdicción nacional para el transporte de pasajeros. El servicio está actualmente operado por la empresa Grupo ERSA URBANO S.A, conocida como ERSA. 
Su recorrido conecta la localidad de Corrientes, cabecera del departamento Capital, Provincia de Corrientes, con la localidad de Resistencia, cabecera del departamento San Fernando, Provincia del Chaco.

## Recorridos

### Ramal Directo
El recorrido "Directo" o por "Av. Sarmiento" de esta línea comienza en el Puerto de la Ciudad de Corrientes, cruza el puente interprovincial, pasa por el Barrio San Pedro Pescador, y continúa hasta aproximadamente el km 12 de la  RN 16 , ingresando a Resistencia por la Avda. Sarmiento, y luego de pasar por el centro de la capital chaqueña, finaliza en el "Campus Resistencia" de la Universidad Nacional del Nordeste (UNNE).
 Servicio diurno.
 Servicio nocturno.
| BOOT |  | uENDExa |  |

|  |  | uSTRf |

|  |  | uSTR |

| ARCH |  | uSTR |  |

|  |  | uBHF |

|  |  | uBHF |

|  |  | uHST |

|  |  | uHST |

|  |  | uSTRf |

|  |  | uBHF |

|  |  | uSTR |

|  |  | hKRZWae+GRZq |

|  |  | uBHF |

|  |  | uhKRZWae |

|  |  | uBHF |

|  |  | uKRZ | uSTR+r |

|  |  | uSTR | uSTR |

|  |  | uSTRf | uSTR |

|  |  | uBHF | uSTR |

|  |  | uBHF | uSTR |

|  |  | uBHF | uSTR |

|  |  | uBHF | uSTR |

|  |  | uSTR | uSTR |

| ARCH |  | uSTR | uSTR |

| ARCH |  | uSTR | uSTR |

|  |  | uBHF | uSTR |

|  |  | uABZgr | uSTR |

|  |  | uSTR | uSTR |

| ARCH |  | uSTR | uSTR |

|  |  | uBHF | uSTR |

|  |  | uBHF | uSTR |

|  |  | uBUE | uSTR |

|  |  | uBHF | uSTR |

|  |  | uSTR | uSTR |

|  |  | uKRZ | uSTR |

|  |  | uSTR | uSTR |

|  |  | uKRZ | uSTR |

|  |  | uBHF | uSTR |

| ARCH |  | uxBHF | uSTRr |

|  | uSTR+l | uABZgr |  |

|  | uSTRf | uSTR |  |

|  | uSTR | uBHF |  |

|  | uSTR | uSTR |  |

|  | uSTR | uKRZ |  |

|  | uSTR | uBHF |  |

|  | uSTR | uSTR |  |

|  | uSTR | uBHF |  |

|  | uSTR | uSTR |  |

|  | uSTR | uSTR |  |

|  | uSTR | uSTR |  |

|  | uSTR | uBHF |  |

|  | uSTR | uSTR |  |

|  | uSTR | uBHF |  |

|  | uSTR | uBHF |  |

|  | uSTR | uBHF |  |

|  | uSTR | uSTR |  |

|  | uSTRl | uKRZ |  |

|  |  | uBHF |

|  |  | uhKRZWae |

|  |  | uBHF |

|  |  | hKRZWae+GRZq |

|  |  | uBHF |

|  |  | uBHF |

|  |  | uBHF |

|  |  | uBHF |

|  |  | uBHF |

| ARCH |  | uSTR |  |

|  |  | uSTR |

| ARCH |  | uSTR |  |

| ARCH |  | uSTR |  |

|  |  | uSTR |

| BOOT |  | uENDExe |  |

### Ramal Indirecto
El recorrido "Indirecto" o  por "Barranqueras" también comienza en el Puerto de Corrientes, y luego de cruzar la estación de peaje del Puente Chaco-Corrientes, en la rotonda ingresa por Avda. Gral. San Martín, de la localidad de Barranqueras, luego circula por Av. Eva Perón, ingresando a Resistencia por Av. 9 de Julio, hasta el Hospital Perrando donde circula por calle San Francisco Solano del cero al 100, y luego H. Yrigoyen hasta circular por Av. Vélez Sarsfield 100 al cero, después por Av. Las Heras hasta Franklin, donde dobla hasta circular San Lorenzo, y finaliza en calle Cervantes y Av. Las Heras, justo frente al acceso del Campus Resistencia de la UNNE.

### Ramal Campus
El recorrido de este ramal comienza en el Campus Deodoro Roca, ciudad de Corrientes, y finaliza en la terminal de colectivos de la Ciudad de Resistencia, teniendo al Campus Resistencia como escala intermedia, ambos campus de la UNNE. El servicio es de lunes a sábados.

## Flota
Patentes (Dominios) de los vehículos de la empresa TICSA:
- HJE716
- HJE720
- IAN286
- ISC878
- KHE697
- LDT985
- LRM072

Esta empresa está empadronada en la CNRT con los siguientes datos:
- Código: 463
- Nombre: TRANSP.INTERP.CORRENTINOS S.A.C.I.T.A.F.
- Dirección: AV AYACUCHO 4030
- Localidad: CORRIENTES
- Teléfonos:
  - +54 (0379) 4561908
  - 0800-777-6427